# Hasards ou coïncidences
Hasards ou coïncidences je francouzsko-kanadský dramatický film režiséra Clauda Leloucha z roku 1998. Film měl premiéru na filmovém festivalu v Benátkách 3. září 1998. 

## Děj
Na výletě se svobodná matka Miriam seznámí s galantním obchodníkem s uměním Pierrem. To vede k romantickému milostnému vztahu, který náhle skončí, když Miriamin syn Serge a Pierre zemřou při nehodě plachetnice. Aby se vyrovnala se smutkem, pokračuje v cestě kolem světa, kterou spolu začala sama. Jednotlivá zastavení natáčí na videokameru.

## Obsazení
| Alessandra Martines | Miriam Lini     |
| Pierre Arditi       | Pierre Turi     |
| Arthur Cheysson     | Serge           |
| Laurent Hilaire     | Laurent         |
| Marc Hollogne       | Marc Deschamps  |
| Véronique Moreau    | Catherine       |
| Geoffrey Holder     | majitel baru    |
| Patrick Labbé       | Michel Bonhomme |

## Ocenění
- Silver Hugo za nejlepší herečku: Alessandra Martines
- César: nominace v kategorii nejlepší filmová hudba